# Rostock
Rostock (česky Roztoky; německá výslovnost: IPA: [ˈʁɔstɔk],  poslech) je bývalé hanzovní město v severním Německu na pobřeží Baltského moře.

## Geografie
Jde o největší město spolkové země Meklenbursko-Přední Pomořansko. 
Městská čtvrť Warnemünde, ležící 12 km severně od centra města, se nachází přímo na břehu Baltského moře. S přibližně 209 tisíci obyvateli se jedná o třetí největší německé město ležící na pobřeží Baltského moře (před ním jsou jenom Kiel a Lübeck, osmé největší město z bývalého Východního Německa a 39. největší město v Německu.
Rostock leží na ústí řeky Varnavy do Meklenburského zálivu. Město se táhne asi 16 km podél řeky, která teče do moře na samém severu města, mezi městskými částmi Warnemünde a Hohe Düne. Název města a řeky jsou slovanského původu.
Přístav Rostock je čtvrtým největším přístavem v Německu (po přístavech v Severním moři v Hamburku, Brémách a Wilhelmshavenu) a největším přístavem na německém pobřeží Baltského moře. Trajektové trasy mezi Rostockem a Gedserem v Dánsku a Trelleborgem v jižním Švédsku patří mezi nejrušnější mezi Německem a Skandinávií.
Letiště Rostock-Laage leží ve venkovské oblasti jihovýchodně od města.
Město je domovem Universität Rostock, která je jednou z nejstarších univerzit v pobaltském regionu a která byla založena v roce 1419. Univerzitní nemocnice, Universitätsmedizin Rostock je spolu s Universitätsmedizin Greifswald  v Greifswaldu  jednou ze dvou univerzitních nemocnic ve spolkové zemi.

## Název
Název města pochází z jazyka polabských Slovanů – v 6. století se tu usídlili Chyžané patřící ke kmenovému svazu Luticů. Ti svou osadu pojmenovali rastokъ, čili roztok – místo, kde se řeka rozšiřuje nebo rozděluje. V průběhu staletí se jméno příliš neměnilo, z let 1165 a 1171 je doložená podoba Rozstoc, dále se pak vyskytovaly různé varianty jako Rostoch, Rotstoc, Rotstoch a Roztoc, až se v roce 1366 jméno konečně ustálilo na dnešním Rostock.

## Region
Sousední obce: Graal-Müritz, Gelbensande, Rövershagen, Mönchhagen, Bentwisch, Broderstorf, Roggentin, Dummerstorf, Papendorf, Kritzmow, Lambrechtshagen, Elmenhorst/Lichtenhagen a Admannshagen-Bargeshagen.

## Osobnosti

### Rodáci
- Anna Leopoldovna (1718–1746), ruská velkokněžna, v letetch 1740 až 1741 regentka za svého syna, cara Ivana VI.[4]
- Gebhard Leberecht von Blücher (1742–1819), pruský maršál[5]
- Georg Dragendorff (1836–1898), německý chemik a vysokoškolský profesor[6]
- Albrecht Kossel (1853–1927), německý lékař, nositel Nobelovy ceny za fyziologii a lékařství za rok 1910[7]
- Gustav Mie (1868–1957), německý fyzik a vysokoškolský profesor[8]
- Almut Eggertová (1937–2023), německá herečka[9]
- Joachim Gauck (* 1940), německý politik, prezident Spolkové republiky Německo v letech 2012 až 2017[10]
- Rainer Maria Schröder (* 1951), německý spisovatel[11]
- Bernd Jakubowski (1952–2007), německý fotbalový brankář[12]
- Karin Kessowová (* 1954) , bývalá východoněmecká rychlobruslařka[13]
- Christian Schenk (* 1965), bývalý německý atlet, desetibojař, olympijský vítěz z LOH 1988[14]
- Jan Ullrich (* 1973), bývalý německý silniční cyklista, vítěz Tour de France 1997, dvojnásobný mistr světa v časovce jednotlivců, olympijských vítěz z LOH 2000[15]
- André Greipel (* 1982), bývalý německý silniční cyklista, vítěz jedenácti etap na TdF[16]
- Denise Hinrichsová  (* 1987), německá atletka, jejíž specializací je vrh koulí[17]

### Obyvatelé
- Markéta Sambiria (1230/34–1282), dánská královna[18]
- Tycho Brahe (1546–1601), dánský astronom, astrolog a alchymista[19]
- Hugo Grotius (1583–1645), holandský právník a filozof[20]
- Balthasar Denner (1685–1749), německý malíř, portrétista[21]
- Edvard Munch (1863–1944), norský malíř, představitel moderny[22]
- Paul Walden (1863–1957), litevský chemik, vysokoškolský profesor[23]
- Walter Hallstein (1901–1982), německý politik, první předseda Evropské komise[24]

## Partnerská města
- Antverpy, Belgie, 1963
- Aarhus, Dánsko, 1964
- Bergen, Norsko, 1965
- Brémy, Německo, 1987
- Ta-lien Čína, 1988
- Dunkerque, Francie, 1960
- Göteborg, Švédsko, 1965
- Raleigh, Severní Karolína, USA, 2001
- Riga, Lotyšsko, 1961
- Rijeka, Chorvatsko, 1966
- Štětín, Polsko, 1957
- Turku, Finsko, 1959
- Varna, Bulharsko, 1966